# Selișteni, Mehedinți
Selișteni este un sat în comuna Husnicioara din județul Mehedinți, Oltenia, România.